# Дніпровська (зупинний пункт)
Дніпро́вська — пасажирський залізничний зупинний пункт Херсонської дирекції залізничних перевезень Одеської залізниці.
Розташований у селищі Придніпровське Білозерського району Херсонської області на лінії Херсон — Вадим між роз'їздом Антонівка (3 км) та станцією Олешки (5 км).